# Дрейдзс
Дрейдзс, на карте — Дридза (латыш. Dreidzs, Dreidza ezers, Drīdza ezers, Drīdzis, Drīdzs, латг. Dreidzs — Дре́йдзс) — самое глубокое озеро в Прибалтике. Расположено в южной части Латгале, на территории Комбульской и Скайстской волостей Краславского края, недалеко от границы с Белоруссией.
Максимальная глубина, указанная в Энциклопедии Латвийской ССР (1971), — 65,1 м. В 2020 году ученые из Института экологии при Даугавпилсском университете произвели новые замеры, которые дали уточнённую цифру о самом глубоком месте в озере — 66,2 м. Площадь поверхности — 7,53 км².
На озере девять островов общей площадью 18,7 га, самый крупный из них — Берната (13,9 га). Системой маленьких речек Дридзис соединено с озером Сиверс. Дно озера покрыто пятиметровым слоем ила.
В озере водится щука, пресноводная салака, плотва, лещ, окунь, краснопёрка, линь, ряпушка, а также большие раки.